# Ulvsundet

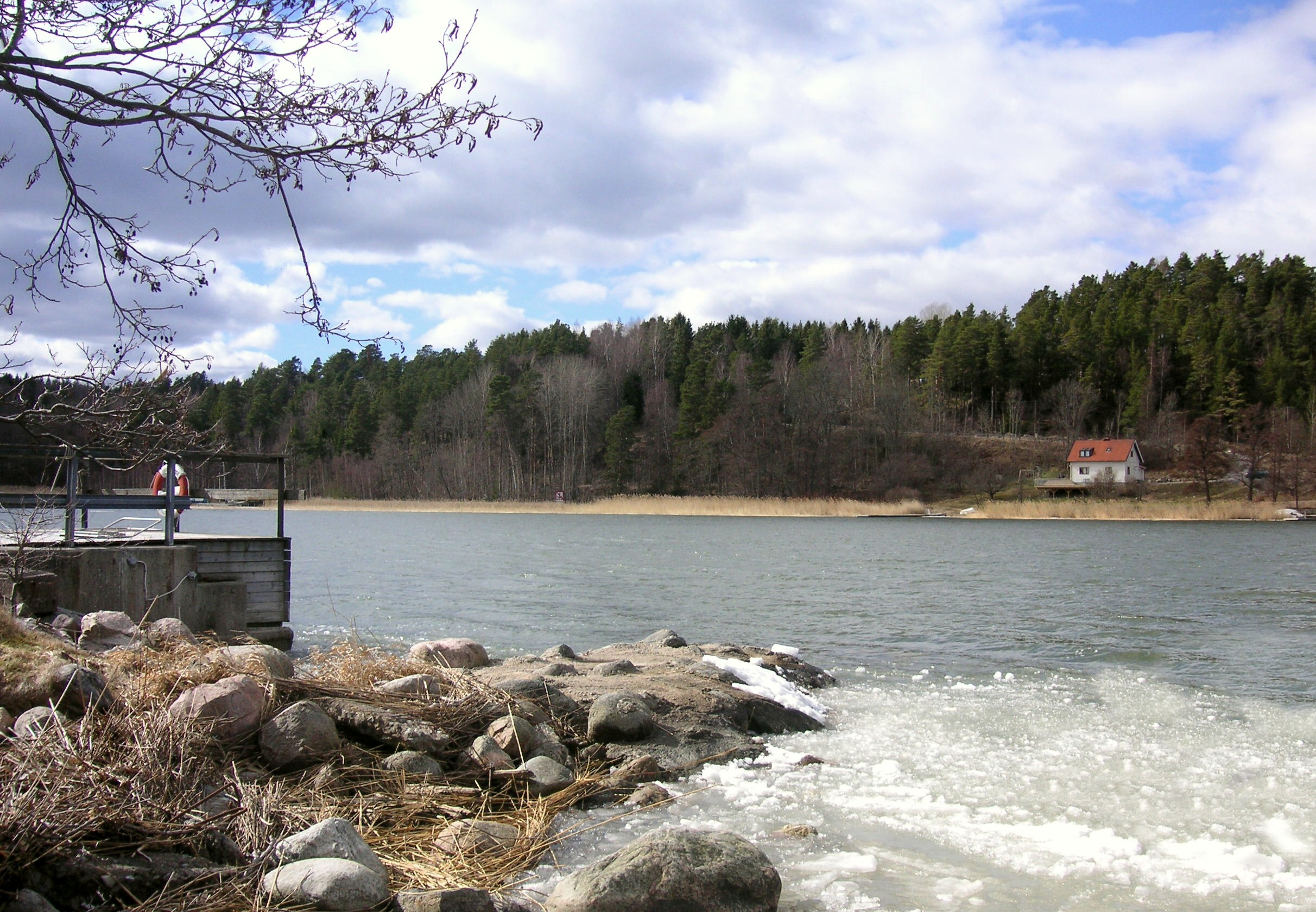
Ulvsundet sett från Dåderö-sidan mot väst.

Ulvsundet är ett sund i Södertälje kommun och utgör den södra begränsningen av Järnafjärden. Sundet har en bredd av cirka 200 meter. Passagen via Ulvsundet är en alternativ segelled mellan Östersjön och Södertälje dock med mindre djup än Södertäljeleden. Den gamla färdvägen mellan halvön Dåderö och Ytterjärna över Ulvsundet hade fram till 1985 en färjeförbindelse, numera finns bara ”Färjtorpet” på östra sidan sundet kvar. Vintertid gick vägen över isen. Söder om sundet vidtar Stavbofjärden.
Inte långt från Ulvsundet ligger Hörningsholms slott och Ängsholms slott.